# Кабиле
Вижте пояснителната страница за други значения на Кабиле.
Кабилé е село в Югоизточна България. То се намира в община Тунджа, област Ямбол.

## География
Село Кабиле отстои на 7 km северозападно от центъра на гр. Ямбол. На 1,5 km северно от селото се намира последното възвишение на планината Средна гора – Зайчи връх.
През Кабиле минава пътят от Ямбол за село Желю Войвода (община Сливен) и от Ямбол за село Дражево.
На няколкостотин метра от Кабиле в северна посока минава автомагистрала Тракия.

### Транспортни връзки
Редовни автобуси/микробуси от автогарата в Ямбол по линиите Ямбол – Кабиле или Ямбол – Кабиле – Дражево – Хаджидимитрово.

## История
Историята на Кабиле е свързана с тракийския град Кабиле, сега резерват, който е част от Стоте национални туристически обекта.
Кабиле е най-значимият и най-голям тракийски античен град. Архитектурните останки са впечатляващи, като голяма част от тях са консервирани и реставрирани. Откритите находки са експонирани в археологическия музей в самия град.
Градът е основан в края на 2-рото хилядолетие пр. Хр.
През 341 пр.н.е. е превзет от Филип II Македонски.
Християнството е прието тук още през 4 век. Кабиле е бил епископски център. Разрушен окончателно през 6 век от аварите.
През 7 – 9 век продължава да живее население от смесен трако-славянски произход. През 10 – 14 век върху развалините му е съществувало българско селище.
В Кабиле от палеоорнитолога проф. Златозар Боев са установени по костни останки 17 вида диви и домашни птици – обект на лова и птицевъдството на древните му жители. Сред тях са изчезналите днес от фауната на страната голяма дропла (Otis tarda), ловен сокол (Falco cherrug). сив жерав (Grus grus) и крайно редките белоглав лешояд (Gyps fulvus) и ливаден дърдавец (Crex crex).
Днешното село Кабиле е основано 1862 г. от жителите на селата, съставящи сегашното село Желю Войвода, които масово се преселват в Кабиле, бягайки от своеволията на местните османски (татарски) управници.
По турско време Кабиле се е наричало Таушан тепе, по името на близкото възвишение Зайчи връх. След освобождението получава името Извор поради намиращия се в центъра на селото извор, от който древният град се е снабдявал с вода.
Името Кабиле получава през 50-те години на 20 век.
От Кабиле е Исмаил Хакъ Паша, наследник на кримски татари, притежавали голям чифлик в землището на селото. Исмаил Хакъ Паша по времето на Априлското въстание (1876) е управител на Ямбол и като такъв спасява българското население от клане и опожаряване на българския квартал Каргона. Погребан е в преддверието на Ески джамия в Ямбол, като на гроба му има надпис на турски, български и френски, гласящ:
„Тук са положени тленните останки на Исмаил Хакъ паша от с. Таушан тепе /Зайчи връх – Кабиле/ Ямболско, благодетеля, спасител на населението от II отдел на град Ямбол – Каргона от клане и опожаряване през 1876 година.“
Неговият син Ахмед Тевфик е три пъти велик везир на Османската империя. След приключването на първата световна война, той е водил османската делегация на Парижката мирна конференция. Ахмед Тевфик паша е последният Велик везир на Османската империя (1 ноември 1922). Неговият син Исмаил Хакъ бей (1881 – 1977), кръстен на дядо си, е турски консул в Пловдив.

## Религии
100% християнско население. В самото село православна църква няма.
На 1 километър югозападно от село Кабиле се намира православният девически манастир „Рождество на Пресвета Богородица“.
Манастирът от година на година привлича все повече поклонници. Тук се съхраняват мощи на руски и йерусалимски светци, както и свидетелства на десетки хора, получили изцеление от чудодейната лековита вода на аязмото в манастира. Храмовият празник е на 8 септември – Рождество на Пресвета Богородица. Няколко години поред Сливенският митрополит Иоаникий идва на този ден да отслужи празничната литургия. Манастирът разполага с 50 места за преспиване, много от стаите са обновени и добре обзаведени.

## Обществени институции
- В сградата на бившето Основно училище „Христо Смирненски“, закрито през 2008 г.,се намират:
  - Читалище „Напредък“ с библиотека и интернет зала
  - Център за изкуство и извънучилищна дейност, помещава се в сградата на закритото училище.
  - Дарението на големия български скулптор Иван Колев, намира се в бившето училище. Тук посетителите могат да видят развитието на творческия път на автора от студентските етюди до фотосите на монументалните му творби. В постоянната експозиция са представени акварели, пастели, рисунки и малка пластика.
- Детска градина
- Пощенска станция

Кукерската група към читалище „Напредък“ е лауреат на национални и международни награди от: Полша, Франция, Унгария, Турция, Гърция и Чехия, като и от България: Перник, В. Търново, Копривщица, Рожен, Блатец, Камен, Левски, Климент, Сушица, Царево. През 2007 г. групата печели награди в Разлог, Елхово и специалната награда на Община Тунджа в Ямбол. През 2012 печели наградата на община Ямбол и златен медал от Перник.
Към читалището има още танцов и певчески състави за народно творчество, които са носители на много национални и международни награди.

## Културни и природни забележителности
На 1,5 km северно от центъра на с. Кабиле, в източното подножие на Зайчи връх, се намира националният археологически резерват „Кабиле“, в който се намират останките на едноименния древен тракийски град, както и археологически музей. Екскурзовод може да се наеме от Историческия музей – Ямбол по всяко време, а през лятото може и на място (ако има археологическа експедиция). Археологическият резерват е ограден. Проектът е изготвен на базата на публично-частно партньорство на община „Тунджа“ и местния бизнес, с цел популяризиране на селския и културен туризъм, като включва посещение на: археологически резерват „Кабиле“, Зайчи връх – светилището на богинята Майка „Кибела“, и разказ за легендата за заровената златна колесница на Александър Македонски в подножието на върха, манастир „Успение на пр. Богородица“, посещение на изложбите от културния център, както и представяне на тракийски народни танци от местния танцов и кукерски състав в Кабиле.
На върха Зайчи връх се намира тракийско скално светилище на богинята Кибела. Изкачването дотам отнема около 15 минути. Оттам се открива гледка към източната част на Горнотракийската низина.
На 1 km югозападно от Кабиле се намира женският манастир с аязмо „Успение на Св. Богородица“. Манастирът е основан през 1928 г. около извор (аязмо) с вода, за която се смята, че е лековита (използва се и в наши дни). Има исторически данни, че манастирът е много по-стар. Като женски манастир, обителта е съществувала до падането на България под османска власт. Свети Патриарх Евтимий минал през манастира на път към своето заточение в Бачковския манастир.
В центъра на Кабиле се намира селската чешма. Тя е в добър вид. До нея има изградена детска площадка, парк с осветление, кът за отдих.
В парка има паметник на загиналите жители на селото в Балканската, Първата и Втората световни война.
Наблизо (на около 1,5 km източно от Кабиле) се намира местността Ормана. Често се посещава за пикник.

## Редовни събития
Всяка година през месец февруари в Кабиле се провежда кукерски празник Кукеровден, с участието на местната кукерска група към читалището.
На 15 август (Успение на Света Богородица) се провежда събор в района на едноименния манастир.
През 2007 г. е възстановен празникът на селото с помощта на завърналите се от Ирак войници от село Кабиле. От 2010 г. празникът на селото е на 21 септември (по стар стил Рождество Богородично), както е бил до 1990 г.

## Икономика
По-голямата част от трудещите се от Кабиле работят в гр. Ямбол. Безработицата е 7% или около 30 души. Изселването е значително: 8% от жителите с постоянен адрес не живеят в селото.12% или 50 от къщите в селото са необитаеми. В центъра има сладкарски цех, помещаващ се в сграда, която бе предназначена за читалище, но впоследствие - продадена. Край Кабиле е построен логистичен център ЛИДЛ, строи се Винпром, предстои започването на строеж на складова база.